# Großer Preis von Australien 1987
Der Große Preis von Australien 1987 (offiziell LII Foster's Australian Grand Prix) fand am 15. November auf dem Adelaide Street Circuit in Adelaide statt und war das 16. und letzte Rennen der Formel-1-Weltmeisterschaft 1987.

## Berichte

### Hintergrund
Nach dem Großen Preis von Japan stand Nelson Piquet bereits als Weltmeister fest.
Da Nigel Mansell nach seinem Unfall im Training zum Großen Preis von Japan weiterhin verletzungsbedingt ausfiel, wurde Riccardo Patrese, dessen Wechsel von Brabham zu Williams zur Saison 1988 ohnehin feststand, bereits für das Saisonfinale 1987 unter Vertrag genommen. Bei Brabham kam stattdessen der Formel-1-Neuling Stefano Modena zum Einsatz.

### Training
Gerhard Berger qualifizierte sich für die Pole-Position vor Alain Prost, Piquet und Ayrton Senna. Es folgte Thierry Boutsen vor Michele Alboreto.

### Rennen
Beim Start konnte zunächst Piquet Berger überholen, während dahinter Alessandro Nannini im Minardi sofort ausschied, nachdem er am Ausgang der ersten Kurve gegen die Mauer gekracht war. Berger konnte derweil Piquet direkt wieder überholen und sich schnell vom Feld absetzen.
Zu den vorzeitigen Ausfällen gehörte auch Philippe Streiff, der in Runde sieben mit seinem Tyrrell ins Schleudern geriet und Satoru Nakajima in Runde 23 mit einem Hydraulikschadent. Modenas Debüt endete in Runde 32, als er wegen Erschöpfung an der Box anhielt.
Wie bereits zwei Wochen zuvor in Japan schaffte Berger am Ende einen unangefochtenen Start-Ziel-Sieg. Bis zur 34. Runde folgte Piquet auf dem zweiten Rang vor Prost, der in der zweiten Runde an Senna vorbeigelangt war.
Im Zuge der Boxenstopps zur Hälfte des Rennens gelangte Senna auf den zweiten Rang, gefolgt von Bergers Teamkollegen Alboreto. Boutsen erreichte das Ziel als Vierter vor Jonathan Palmer und Yannick Dalmas.
Nach dem Rennen wurde Senna wegen einer nicht regelkonformen Bremsanlage disqualifiziert. Somit rückten die übrigen Piloten jeweils um einen Platz auf. Roberto Moreno erhielt dadurch einen WM-Punkt. Da das Team Larrousse zu Beginn der Saison nur ein Fahrzeug für die Weltmeisterschaft angemeldet hatte, erhielt der nachträglich hinzugekommene zweite Pilot Dalmas keine Punkte.

## Meldeliste
| Team                           | Nr. | Fahrer             | Chassis        | Motor                         | Reifen |
| ------------------------------ | --- | ------------------ | -------------- | ----------------------------- | ------ |
| Marlboro McLaren International | 01  | Alain Prost        | McLaren MP4/3  | TAG/Porsche TTE PO1 1.5 V6t   | G      |
| Marlboro McLaren International | 02  | Stefan Johansson   | McLaren MP4/3  | TAG/Porsche TTE PO1 1.5 V6t   | G      |
| Data General Team Tyrrell      | 03  | Jonathan Palmer    | Tyrrell DG016  | Ford Cosworth DFZ 3.5 V8      | G      |
| Data General Team Tyrrell      | 04  | Philippe Streiff   | Tyrrell DG016  | Ford Cosworth DFZ 3.5 V8      | G      |
| Canon Williams Honda Team      | 05  | Riccardo Patrese   | Williams FW11B | Honda RA167E 1.5 V6t          | G      |
| Canon Williams Honda Team      | 06  | Nelson Piquet      | Williams FW11B | Honda RA167E 1.5 V6t          | G      |
| Motor Racing Developments      | 07  | Stefano Modena     | Brabham BT56   | BMW M12/13 1.5 L4t            | G      |
| Motor Racing Developments      | 08  | Andrea de Cesaris  | Brabham BT56   | BMW M12/13 1.5 L4t            | G      |
| West Zakspeed Racing           | 09  | Martin Brundle     | Zakspeed 871   | Zakspeed 1500/4 1.5 L4t       | G      |
| West Zakspeed Racing           | 10  | Christian Danner   | Zakspeed 871   | Zakspeed 1500/4 1.5 L4t       | G      |
| Camel Team Lotus Honda         | 11  | Satoru Nakajima    | Lotus 99T      | Honda RA166E 1.5 V6t          | G      |
| Camel Team Lotus Honda         | 12  | Ayrton Senna       | Lotus 99T      | Honda RA166E 1.5 V6t          | G      |
| Team El Charro AGS             | 14  | Roberto Moreno     | AGS JH22       | Ford Cosworth DFZ 3.5 V8      | G      |
| Leyton House March Racing Team | 16  | Ivan Capelli       | March 871      | Ford Cosworth DFZ 3.5 V8      | G      |
| USF&G Arrows Megatron          | 17  | Derek Warwick      | Arrows A10     | Megatron M12/13 1.5 L4t       | G      |
| USF&G Arrows Megatron          | 18  | Eddie Cheever      | Arrows A10     | Megatron M12/13 1.5 L4t       | G      |
| Benetton Formula Ltd           | 19  | Teo Fabi           | Benetton B187  | Ford Cosworth GBA 1.5 V6 t    | G      |
| Benetton Formula Ltd           | 20  | Thierry Boutsen    | Benetton B187  | Ford Cosworth GBA 1.5 V6 t    | G      |
| Osella Squadra Corse           | 21  | Alex Caffi         | Osella FA1I    | Alfa Romeo 890T 1.5 V8t       | G      |
| Minardi F1 Team                | 23  | Adrián Campos      | Minardi M187   | Motori Moderni 615-90 1.5 V6t | G      |
| Minardi F1 Team                | 24  | Alessandro Nannini | Minardi M187   | Motori Moderni 615-90 1.5 V6t | G      |
| Ligier Loto                    | 25  | René Arnoux        | Ligier JS29C   | Megatron M12/13 1.5 L4t       | G      |
| Ligier Loto                    | 26  | Piercarlo Ghinzani | Ligier JS29C   | Megatron M12/13 1.5 L4t       | G      |
| Scuderia Ferrari SpA SEFAC     | 27  | Michele Alboreto   | Ferrari F1/87  | Ferrari 033D 1.5 V6t          | G      |
| Scuderia Ferrari SpA SEFAC     | 28  | Gerhard Berger     | Ferrari F1/87  | Ferrari 033D 1.5 V6t          | G      |
| Larrousse Calmels              | 29  | Yannick Dalmas     | Lola LC87      | Ford Cosworth DFZ 3.5 V8      | G      |
| Larrousse Calmels              | 30  | Philippe Alliot    | Lola LC87      | Ford Cosworth DFZ 3.5 V8      | G      |

## Klassifikationen

### Qualifying
| Pos. | Fahrer             | Konstrukteur           | 1. Qualifikationstraining | 1. Qualifikationstraining | 2. Qualifikationstraining | 2. Qualifikationstraining | Start |
| Pos. | Fahrer             | Konstrukteur           | Zeit                      | Ø-Geschwindigkeit         | Zeit                      | Ø-Geschwindigkeit         | Start |
| ---- | ------------------ | ---------------------- | ------------------------- | ------------------------- | ------------------------- | ------------------------- | ----- |
| 01   | Gerhard Berger     | Ferrari                | 1:17,267                  | 176,117 km/h              | 1:18,142                  | 174,145 km/h              | 01    |
| 02   | Alain Prost        | McLaren-TAG-Porsche    | 1:18,200                  | 174,015 km/h              | 1:17,967                  | 174,535 km/h              | 02    |
| 03   | Nelson Piquet      | Williams-Honda         | 1:18,017                  | 174,424 km/h              | 1:18,176                  | 174,069 km/h              | 03    |
| 04   | Ayrton Senna       | Lotus-Honda            | 1:18,508                  | 173,333 km/h              | 1:18,488                  | 173,377 km/h              | 04    |
| 05   | Thierry Boutsen    | Benetton-Ford          | 1:18,943                  | 172,378 km/h              | 1:18,523                  | 173,300 km/h              | 05    |
| 06   | Michele Alboreto   | Ferrari                | 1:18,578                  | 173,178 km/h              | 1:19,612                  | 170,929 km/h              | 06    |
| 07   | Riccardo Patrese   | Williams-Honda         | 1:19,507                  | 171,155 km/h              | 1:18,813                  | 172,662 km/h              | 07    |
| 08   | Stefan Johansson   | McLaren-TAG-Porsche    | 1:19,761                  | 170,610 km/h              | 1:18,826                  | 172,633 km/h              | 08    |
| 09   | Teo Fabi           | Benetton-Ford          | 1:19,461                  | 171,254 km/h              | 1:20,301                  | 169,462 km/h              | 09    |
| 10   | Andrea de Cesaris  | Brabham-BMW            | 1:19,768                  | 170,595 km/h              | 1:19,590                  | 170,976 km/h              | 10    |
| 11   | Eddie Cheever      | Arrows-Megatron        | 1:20,187                  | 169,703 km/h              | 1:21,592                  | 166,781 km/h              | 11    |
| 12   | Derek Warwick      | Arrows-Megatron        | 1:20,638                  | 168,754 km/h              | 1:20,837                  | 168,339 km/h              | 12    |
| 13   | Alessandro Nannini | Minardi-Motori Moderni | 1:20,701                  | 168,622 km/h              | 1:21,523                  | 166,922 km/h              | 13    |
| 14   | Satoru Nakajima    | Lotus-Honda            | 1:21,708                  | 166,544 km/h              | 1:20,891                  | 168,226 km/h              | 14    |
| 15   | Stefano Modena     | Brabham-BMW            | 1:21,887                  | 166,180 km/h              | 1:21,014                  | 167,971 km/h              | 15    |
| 16   | Martin Brundle     | Zakspeed               | 1:22,224                  | 165,499 km/h              | 1:21,483                  | 167,004 km/h              | 16    |
| 17   | Philippe Alliot    | Lola-Ford              | 1:21,888                  | 166,178 km/h              | 1:22,846                  | 164,257 km/h              | 17    |
| 18   | Philippe Streiff   | Tyrrell-Ford           | 1:21,971                  | 166,010 km/h              | 1:22,434                  | 165,078 km/h              | 18    |
| 19   | Jonathan Palmer    | Tyrrell-Ford           | 1:22,315                  | 165,316 km/h              | 1:22,087                  | 165,775 km/h              | 19    |
| 20   | René Arnoux        | Ligier-Megatron        | 1:24,833                  | 160,409 km/h              | 1:22,303                  | 165,340 km/h              | 20    |
| 21   | Yannick Dalmas     | Lola-Ford              | 1:25,021                  | 160,055 km/h              | 1:22,650                  | 164,646 km/h              | 21    |
| 22   | Piercarlo Ghinzani | Ligier-Megatron        | 1:22,689                  | 164,568 km/h              | 1:24,652                  | 160,752 km/h              | 22    |
| 23   | Ivan Capelli       | March-Ford             | 1:22,698                  | 164,551 km/h              | 1:22,704                  | 164,539 km/h              | 23    |
| 24   | Christian Danner   | Zakspeed               | 1:23,046                  | 163,861 km/h              | 1:22,736                  | 164,475 km/h              | 24    |
| 25   | Roberto Moreno     | AGS-Ford               | 1:23,659                  | 162,660 km/h              | 1:24,149                  | 161,713 km/h              | 25    |
| 26   | Adrián Campos      | Minardi-Motori Moderni | 1:25,760                  | 158,675 km/h              | 1:24,121                  | 161,767 km/h              | 26    |
| DNQ  | Alex Caffi         | Osella-Alfa Romeo      | 1:25,872                  | 158,468 km/h              | 1:27,331                  | 155,821 km/h              | –     |

### Rennen
| Pos. | Fahrer             | Konstrukteur           | Runden | Stopps | Zeit        | Start | Schnellste Runde |
| ---- | ------------------ | ---------------------- | ------ | ------ | ----------- | ----- | ---------------- |
| 01   | Gerhard Berger     | Ferrari                | 82     | 0      | 1:52:56,144 | 01    | 1:20,416 (72.)   |
| 02   | Michele Alboreto   | Ferrari                | 82     | 0      | + 1:07,884  | 06    | 1:21,124 (48.)   |
| 03   | Thierry Boutsen    | Benetton-Ford          | 81     | 0      | + 1 Runde   | 05    | 1:22,769 (45.)   |
| 04   | Jonathan Palmer    | Tyrrell-Ford           | 80     | 1      | + 2 Runden  | 19    | 1:23,197 (59.)   |
| 05   | Yannick Dalmas     | Lola-Ford              | 79     | 0      | + 3 Runden  | 21    | 1:23,207 (55.)   |
| 06   | Roberto Moreno     | AGS-Ford               | 79     | 0      | + 3 Runden  | 25    | 1:24,488 (62.)   |
| 07   | Christian Danner   | Zakspeed               | 79     | 0      | + 3 Runden  | 24    | 1:24,119 (35.)   |
| 08   | Andrea de Cesaris  | Brabham-BMW            | 78     | 0      | DNF         | 10    | 1:20,917 (65.)   |
| 09   | Riccardo Patrese   | Williams-Honda         | 76     | 0      | DNF         | 07    | 1:21,491 (52.)   |
| –    | Nelson Piquet      | Williams-Honda         | 58     | 1      | DNF         | 03    | 1:21,981 (40.)   |
| –    | Ivan Capelli       | March-Ford             | 58     | 0      | DNF         | 23    | 1:23,296 (55.)   |
| –    | Alain Prost        | McLaren-TAG-Porsche    | 53     | 0      | DNF         | 02    | 1:21,381 (47.)   |
| –    | Eddie Cheever      | Arrows-Megatron        | 53     | 0      | DNF         | 11    | 1:23,390 (18.)   |
| –    | Stefan Johansson   | McLaren-TAG-Porsche    | 48     | 0      | DNF         | 08    | 1:22,232 (38.)   |
| –    | Teo Fabi           | Benetton-Ford          | 46     | 0      | DNF         | 09    | 1:22,246 (44.)   |
| –    | Adrián Campos      | Minardi-Motori Moderni | 46     | 0      | DNF         | 26    | 1:27,676 (35.)   |
| –    | Philippe Alliot    | Lola-Ford              | 45     | 0      | DNF         | 17    | 1:24,834 (39.)   |
| –    | René Arnoux        | Ligier-Megatron        | 41     | 0      | DNF         | 20    | 1:23,999 (30.)   |
| –    | Stefano Modena     | Brabham-BMW            | 31     | 0      | DNF         | 15    | 1:24,294 (04.)   |
| –    | Piercarlo Ghinzani | Ligier-Megatron        | 26     | 0      | DNF         | 22    | 1:25,196 (24.)   |
| –    | Satoru Nakajima    | Lotus-Honda            | 22     | 0      | DNF         | 14    | 1:24,926 (18.)   |
| –    | Derek Warwick      | Arrows-Megatron        | 19     | 0      | DNF         | 12    | 1:24,478 (18.)   |
| –    | Martin Brundle     | Zakspeed               | 18     | 0      | DNF         | 16    | 1:25,554 (11.)   |
| –    | Philippe Streiff   | Tyrrell-Ford           | 6      | 0      | DNF         | 18    | 1:26,823 (06.)   |
| –    | Alessandro Nannini | Minardi-Motori Moderni | 0      | 0      | DNF         | 13    | –                |
| DSQ  | Ayrton Senna       | Lotus-Honda            | 82     | 0      | –           | 04    | 1:20,456 (63.)   |

Anmerkungen
1. ↑  Senna wurde nach dem Rennen wegen einer illegalen Bremsanlage disqualifiziert.

## WM-Stände nach dem Rennen
Die ersten sechs des Rennens bekamen 9, 6, 4, 3, 2 bzw. 1 Punkt(e). Streichresultate sind in Klammern gesetzt. In der Fahrerwertung wurden die besten elf Resultate, in der Konstrukteurswertung alle Resultate gewertet.

### Fahrerwertung
| Pos. | Fahrer            | Konstrukteur        | Punkte  |
| ---- | ----------------- | ------------------- | ------- |
| 01   | Nelson Piquet     | Williams-Honda      | 73 (76) |
| 02   | Nigel Mansell     | Williams-Honda      | 61      |
| 03   | Ayrton Senna      | Lotus-Honda         | 57      |
| 04   | Alain Prost       | McLaren-TAG-Porsche | 46      |
| 05   | Gerhard Berger    | Ferrari             | 36      |
| 06   | Stefan Johansson  | McLaren-TAG-Porsche | 30      |
| 07   | Michele Alboreto  | Ferrari             | 17      |
| 08   | Thierry Boutsen   | Benetton-Ford       | 16      |
| 09   | Teo Fabi          | Benetton-Ford       | 12      |
| 10   | Eddie Cheever     | Arrows-Megatron     | 8       |
| 11   | Jonathan Palmer   | Tyrrell-Ford        | 7       |
| 12   | Satoru Nakajima   | Lotus-Honda         | 7       |
| 13   | Riccardo Patrese  | Brabham-BMW         | 6       |
| 14   | Andrea de Cesaris | Brabham-BMW         | 4       |
| 15   | Philippe Streiff  | Tyrrell-Ford        | 4       |
| 16   | Derek Warwick     | Arrows-Megatron     | 3       |

| Pos. | Fahrer             | Konstrukteur           | Punkte |
| ---- | ------------------ | ---------------------- | ------ |
| 17   | Philippe Alliot    | Lola-Ford              | 3      |
| 18   | Martin Brundle     | Zakspeed               | 2      |
| 19   | Ivan Capelli       | March-Ford             | 1      |
| 20   | René Arnoux        | Ligier-Megatron        | 1      |
| 21   | Roberto Moreno     | AGS-Ford               | 1      |
| 22   | Yannick Dalmas     | Lola-Ford              | 0      |
| 23   | Christian Danner   | Zakspeed               | 0      |
| 24   | Piercarlo Ghinzani | Ligier-Megatron        | 0      |
| 25   | Pascal Fabre       | AGS-Ford               | 0      |
| 26   | Alessandro Nannini | Minardi-Motori Moderni | 0      |
| 27   | Alex Caffi         | Osella-Alfa Romeo      | 0      |
| 28   | Adrián Campos      | Minardi-Motori Moderni | 0      |
| –    | Franco Forini      | Osella-Alfa Romeo      | 0      |
| –    | Gabriele Tarquini  | Osella-Alfa Romeo      | 0      |
| –    | Nicola Larini      | Coloni-Ford            | 0      |
| –    | Stefano Modena     | Brabham-BMW            | 0      |

### Konstrukteurswertung
| Pos. | Konstrukteur        | Punkte |
| ---- | ------------------- | ------ |
| 01   | Williams-Honda      | 137    |
| 02   | McLaren-TAG-Porsche | 76     |
| 03   | Lotus-Honda         | 64     |
| 04   | Ferrari             | 53     |
| 05   | Benetton-Ford       | 28     |
| 06   | Arrows-Megatron     | 11     |
| 07   | Tyrrell-Ford        | 11     |
| 08   | Brabham-BMW         | 10     |

| Pos. | Konstrukteur           | Punkte |
| ---- | ---------------------- | ------ |
| 09   | Lola-Ford              | 3      |
| 10   | Zakspeed               | 2      |
| 11   | Ligier-Megatron        | 1      |
| 12   | March-Ford             | 1      |
| 13   | AGS-Ford               | 1      |
| 14   | Minardi-Motori Moderni | 0      |
| 15   | Osella-Alfa Romeo      | 0      |
| –    | Coloni-Ford            | 0      |